# Austrolimnophila (Austrolimnophila) chrysorrhoea
Austrolimnophila (Austrolimnophila) chrysorrhoea is een tweevleugelige uit de familie steltmuggen (Limoniidae). De soort komt voor in het Australaziatisch gebied.